# Pałac w Boleścinie (powiat świdnicki)
Pałac w Boleścinie (niem. Schloss Pollentschiene) – pałac w Boleścinie – wsi w Polsce, w województwie dolnośląskim, w powiecie świdnickim, w gminie Świdnica.

## Opis
Pałac z przełomu XVIII i XIX wieku, barokowy, kryty dachem czterospadowym mansardowym z lukarnami, wybudowany na planie prostokąta. Główne wejście od frontu, pod balkonem wspartym na czterech kolumnach doryckich. Na elewacji zachodniej umieszczony jest kartusz z herbem rodziny von Reichenbach-Goschütz. Obecnie budynek jest zamieszkany.

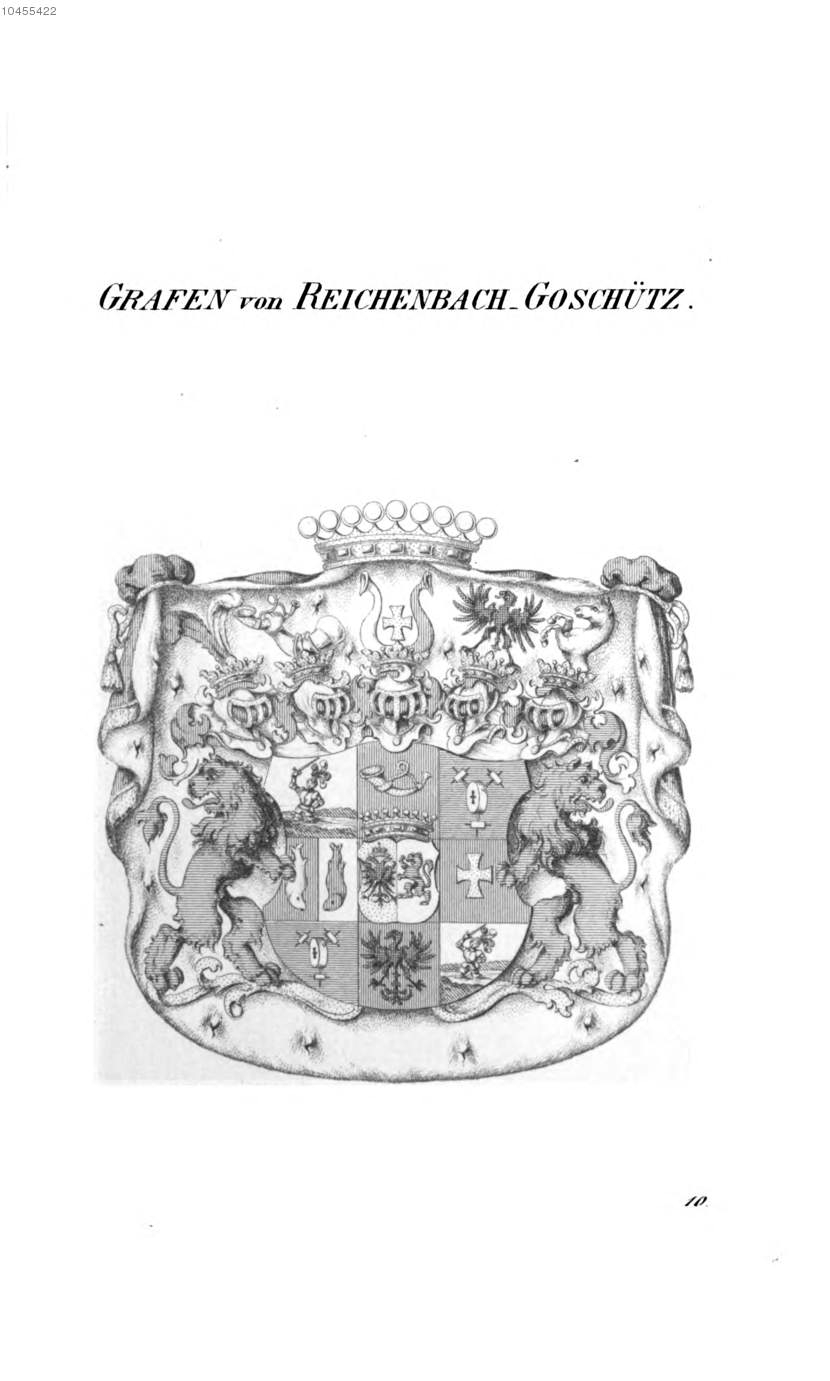
Herb Reichenbach-Goschütz